# Stazione di Rokkō
La stazione di Rokkō (六甲駅?, Rokkō-eki) è una stazione delle Ferrovie Hankyū situata nel quartiere di Nada-ku, a Kōbe nella prefettura di Hyōgo. La stazione ha due binari (in origine erano 4) e vi fermano i treni locali, espressi ed espressi pendolari. Dalla stazione è possibile raggiungere la funicolare del monte Rokkō tramite un bus.

## Linee
Ferrovie Hankyū
■ Linea Kōbe

## Struttura
I binari laterali sono utilizzati dai treni in servizio, mentre i due centrali vengono utilizzati per il passaggio dei treni veloci che non fermano presso la stazione.
| 1   | ■ Linea Kobe (Direzione Kobe)  | Per Sannomiya・Shinkaichi・Ferrovie Sanyō |
| 2-3 | Binari non in uso              | usati dai treni in passaggio              |
| 4   | ■ Linea Kobe (Direzione Osaka) | Per Nishinomiya-kitaguchi・Jūsō・Umeda    |

## Stazioni adiacenti
| «                                 | Servizio                           | »                 |
| Linea Hankyū Kobe                 | Linea Hankyū Kobe                  | Linea Hankyū Kobe |
| --------------------------------- | ---------------------------------- | ----------------- |
| Mikage                            | Locale Espresso Espresso pendolari | Ōji-kōen          |
| Okamoto                           | Rapido espresso                    | Sannomiya         |
| Tutti gli altri treni non fermano |                                    |                   |